# Xzibit
Alvin Nathaniel Joiner (Detroit, 18 september 1974), beter bekend onder zijn pseudoniem Xzibit, is een Amerikaanse hiphop artiest, tekstschrijver, acteur en televisiepersoonlijkheid. Hiernaast is hij eveneens bekend vanwege het presenteren van de MTV show Pimp My Ride en zijn Yo Dawg internetmeme.

## Biografie
Joiner werd opgevoed door een alleenstaande moeder; zij overleed toen hij 9 jaar was. Onder andere het nummer Missin U is aan haar opgedragen.
Joiner scoorde zijn eerste hit in 1996 met Paparazzi, optredend als 'Xzibit'. Zijn echte doorbraak volgde pas in 2000 met zijn derde soloalbum Restless, met onder andere de hits X en Front to back. Tot nu toe bracht Xzibit zes albums uit. Het eerste album was At The Speed Of Life in 1996 met onder andere de hit Paparazzi. Daarop volgde twee jaar later zijn tweede solo-album 40 Dayz 40 Nightz. Op zijn derde solo-album Restless staan toevoegingen van Dr. Dre, Snoop Dogg, Eminem, Nate Dogg, en het Golden State Project waar Xzibit toentertijd aan deelnam. In 2002 verscheen een vierde album: Man vs. Machine, met opnieuw toevoegingen van Dr. Dre, Snoop Dogg, Eminem en Nate Dogg. In 2004 volgde Weapons Of Mass Destruction, met een intro waarin president Bush allemaal oorlogsmisdaden bekent (He's the dictator who was addicted to weapons of mass destruction...that traitor is me...). In oktober 2006 verscheen het album Full Circle.
In 2004 begon Xzibit met de presentatie van het programma Pimp My Ride.
Joiner richtte in 2004 de rapgroep Strong Arm Steady op. Op onder meer het album Weapons Of Mass Destruction waren nummers van Strong Arm Steady te vinden.
Joiner nam in 2007 deel aan Gumball 3000, een internationale autorace over openbare wegen. De Nederlandse politie nam op 30 april zijn rijbewijs in nadat hij 160 km/u had gereden waar 100 km/u toegestaan was. Hij zei tegen de politie dat hij in de war was met miles en kilometers, omdat er op zijn auto geen km/u is maar m/u dus reed hij 100 mijl per uur.
Naast muziek bouwde Joiner ook een acteercarrière op; hij speelde onder meer in de films XXX: State of the Union, Hoodwinked en Derailed. Verder was Joiner in de serie Empire te zien als de rapper Shine; dit personage, naar eigen zeggen "100% wolf, 100% gangsta", speelde hij in seizoen 2, 3 en 4.

### Persoonlijk leven
Joiner heeft uit verschillende relaties twee zoons: Tremaine (1993) en de jonggestorven Xavier Kingston (15 - 26 mei 2008)

## Discografie

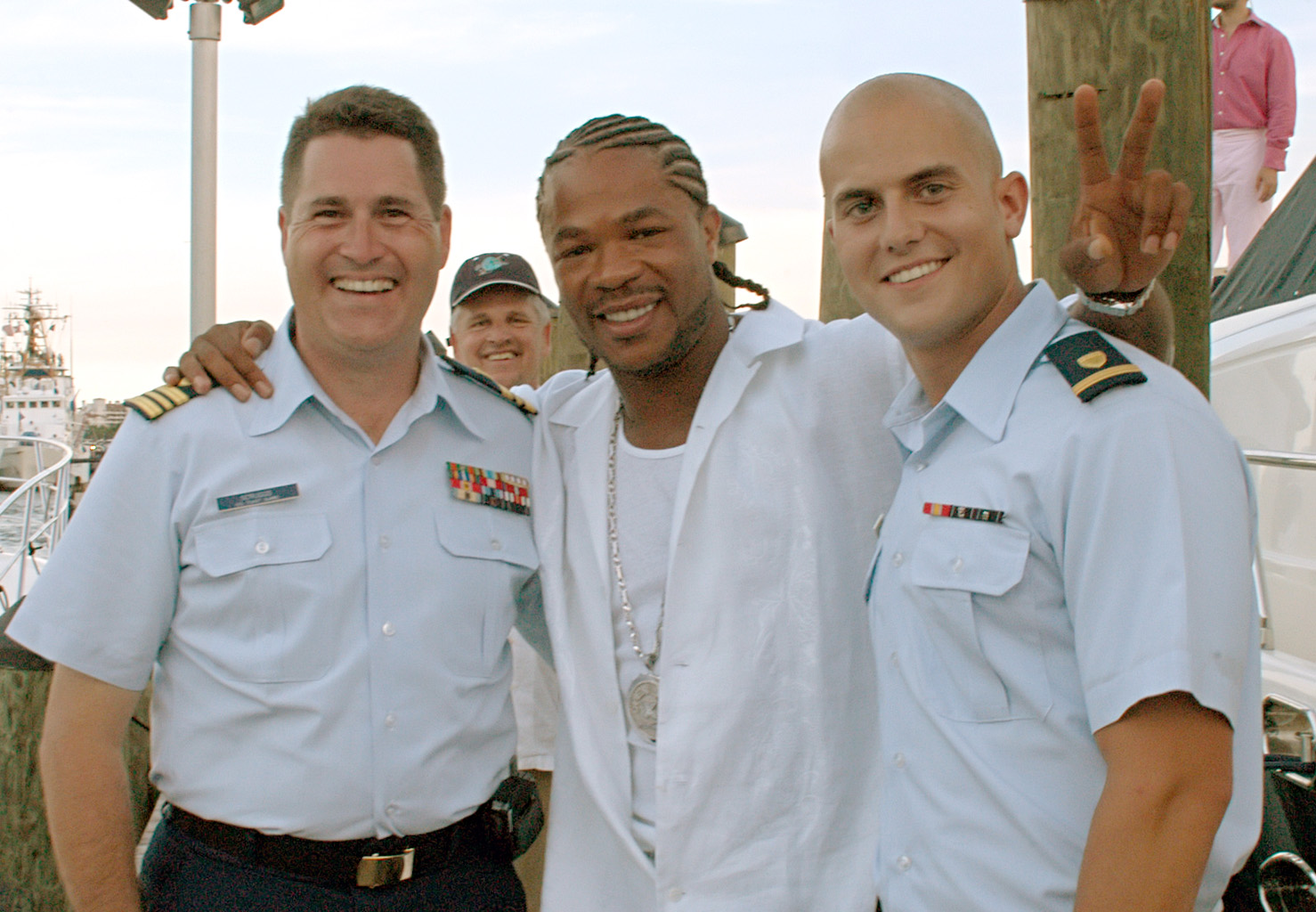
Xzibit (midden)

### Albums
| Album met eventuele hitnotering(en) in de Nederlandse Album Top 100 | Datum van verschijnen | Datum van binnenkomst | Hoogste positie | Aantal weken | Opmerkingen |
| ------------------------------------------------------------------- | --------------------- | --------------------- | --------------- | ------------ | ----------- |
| At the speed of life                                                | 1996                  | 25-01-1997            | 23              | 9            |             |
| 40 Dayz 40 nightz                                                   | 1998                  | -                     |                 |              |             |
| Restless                                                            | 2000                  | 23-12-2000            | 28              | 17           |             |
| Man vs. machine                                                     | 2002                  | 12-10-2002            | 37              | 6            |             |
| Weapons of mass destruction                                         | 2004                  | 11-12-2004            | 62              | 6            |             |
| Full circle                                                         | 2006                  | -                     |                 |              |             |
| Napalm                                                              | 2012                  | -                     |                 |              |             |

### Singles
| Single met eventuele hitnotering(en) in de Nederlandse Top 40 | Datum van verschijnen | Datum van binnenkomst | Hoogste positie | Aantal weken | Opmerkingen    |
| ------------------------------------------------------------- | --------------------- | --------------------- | --------------- | ------------ | -------------- |
| Paparazzi                                                     | 1997                  | 18-01-1997            | 4               | 8            |                |
| X                                                             | 2001                  | 10-02-2001            | 18              | 9            | met Snoop Dogg |

### Dvd's
| Dvd's met hitnoteringen in de Nederlandse Music Top 30 | Datum van verschijnen | Datum van binnenkomst | Hoogste positie | Aantal weken | Opmerkingen                                                     |
| ------------------------------------------------------ | --------------------- | --------------------- | --------------- | ------------ | --------------------------------------------------------------- |
| Up in the smoke tour                                   | 2001                  | 17-02-2001            | 1(3wk)          | 4            | met Dr. Dre, Eminem, Snoop Dogg, Warren G, Nate Dogg & Ice Cube |

## Selectie van TV- en Filmoptreden
| Jaar                             | Titel                                      | Rol                       |
| -------------------------------- | ------------------------------------------ | ------------------------- |
| 2009                             | Bad Lieutenant: Port of Call - New Orleans | Big Fate                  |
| 2009                             | Extreme Makeover: Home Edition             | Geen rol / Zichzelf       |
| 2008                             | The X-Files: I Want to Believe             | Agent Mosley Drummy       |
| 2006                             | Gridiron Gang                              | Malcolm Moore'            |
| 2005                             | xXx: State of the Union                    | Zeke                      |
| 2004-2007                        | Pimp My Ride                               | Zichzelf                  |
| 2004                             | CSI: Miami                                 | Dwayne '10-Large' Jackman |
| 2002                             | 8 Mile                                     | Male Lunch Truck Rapper   |
| Soundtrack voor TV, Film of Game |                                            |                           |
| 2005                             | xXx: State of the Union                    |                           |
| 2004                             | Need For Speed: Underground 2              |                           |
| 2001                             | Tony Hawk's Pro Skater 3                   |                           |
| 2001                             | Bones                                      |                           |
| 1999                             | The Sopranos                               |                           |

## Trivia
- De hitsingle X is samen met ? van Nena, 7 van Prince, E van Drunkenmunky en X van Nicky Jam en J Balvin de plaat met de kortste titel uit de geschiedenis van de Nederlandse Top 40.
- Op 29 november 2014 trouwde hij met Krista Joiner, maar hij moest direct na de bruiloft enkele uren  op het politiebureau verblijven wegens te hard rijden onder invloed[3].